# Uciderea pruncilor
Uciderea pruncilor este povestirea biblică a infanticidului comis de Irod cel Mare, regele evreilor, numit de romani. Conform Evangheliei după Matei, Irod a ordonat executarea tuturor micilor copii de sex bărbătesc din împrejurimile Betleemului, pentru a evita să-și piardă tronul în favoarea nou-născutului Rege al evreilor a cărui naștere i-a fost anunțată de către magi. În stil tipic matean, acest eveniment este înțeles drept îndeplinirea unei proorocii din Vechiul Testament: « Atunci s-a împlinit ceea ce a fost spus prin profetul Ieremia, care zice: „Un țipăt a fost auzit în Rama,
plânset și bocet mult: Rahela își plânge copiii și nu vrea să fie mângâiată, căci ei nu mai sunt“ » Numărul de copii uciși nu este menționat. Pruncii uciși, deși evrei, au fost considerați drept martiri creștini.
Deoarece singura atestare a petrecerii acestui eveniment este Evanghelia după Matei, cercetătorii Noului Testament tratează istoricitatea povestirii drept o întrebare la care nu s-a răspuns încă, iar cei mai mulți biografi recenți ai lui Irod neagă istoricitatea evenimentului.
Având în vedere lipsa unei confirmări independente că evenimentul a avut loc vreodată, savanții îl consideră folclor inspirat de reputația lui Irod. O carte din 2023 arată: consensul general al cercetătorilor este că acest eveniment nu a avut loc niciodată.

## Povestirea biblică

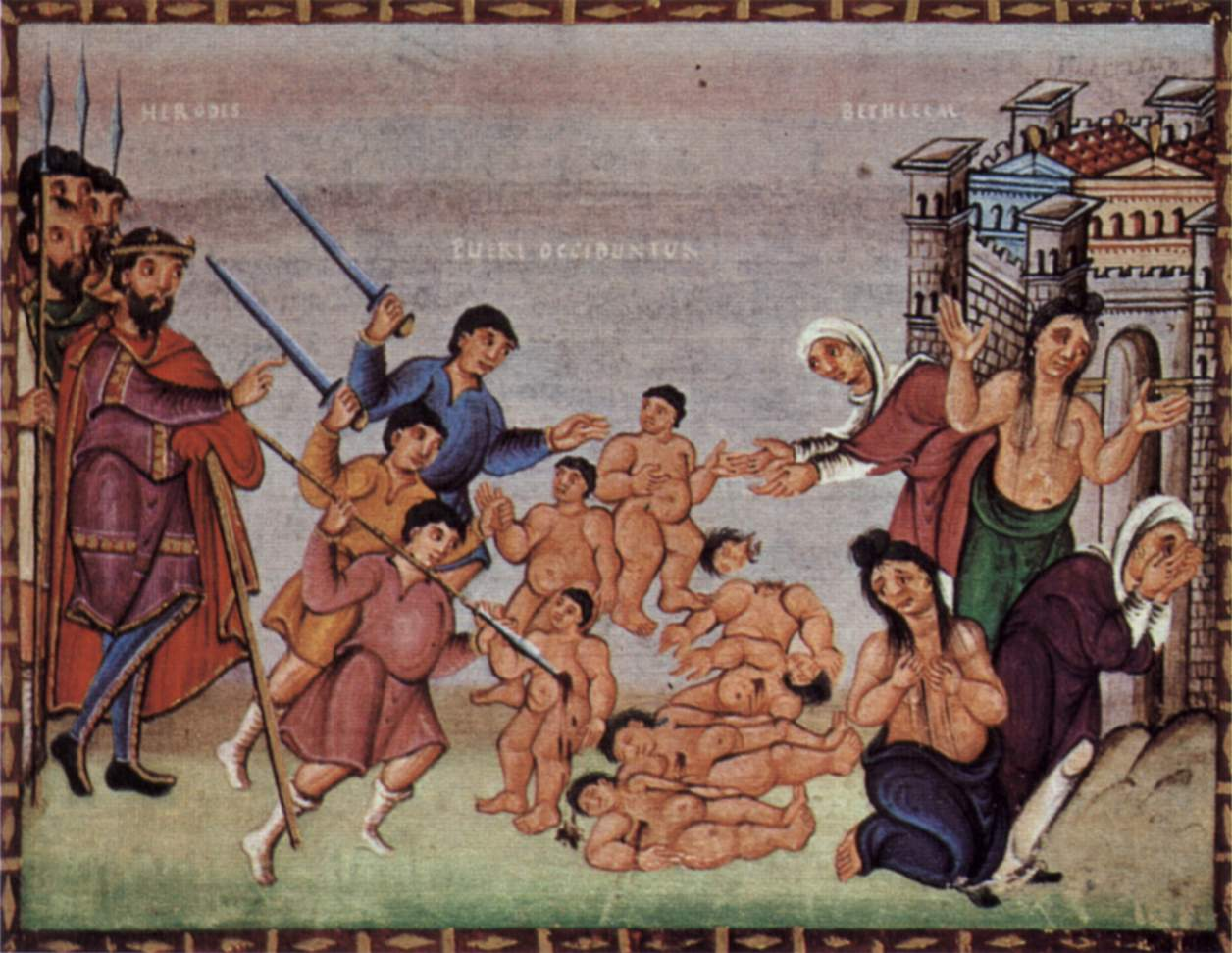
Manuscris iluminat din secolul al X-lea

În relatarea lui Matei, magii din răsărit merg în Iudeea în căutarea nou-născutului rege al evreilor, deoarece i-au  „văzut steaua în Răsărit”. Regele Irod cel Mare îi îndreaptă către Betleem și le cere să-l anunțe după ce-l găsesc cine este acest rege și cum să-l găsească și el. Ei îl găsesc pe Isus și îl adoră, dar un înger le spune să nu-i dea de știre lui Irod, iar ei se întorc la casele lor pe alt drum.
Masacrul pruncilor este de la Matei 2:16 la 2:18, deși versetele dinaintea acestora lămuresc contextul:
După ce au plecat ei, un înger al Domnului i s-a arătat în vis lui Iosif și i-a zis: „Scoală-te, ia Copilul și pe mama Lui și fugi în Egipt! Să rămâi acolo până când îți voi spune eu, căci Irod va căuta Copilul ca să-L omoare!“ Iosif s-a sculat, a luat Copilul și pe mama Lui și a plecat în timpul nopții în Egipt, unde a rămas până la moartea lui Irod, ca să se împlinească ceea ce a spus Domnul prin profetul care zice: „L-am chemat pe Fiul Meu din Egipt“. Irod s-a înfuriat foarte tare când a văzut că a fost înșelat de magi și a trimis să fie uciși toți băieții care erau în Betleem și în toate împrejurimile lui, de la vârsta de doi ani în jos, potrivit cu perioada pe care o aflase de la magi. Atunci s-a împlinit ceea ce a fost spus prin profetul Ieremia, care zice: „Un țipăt a fost auzit în Rama, plânset și bocet mult: Rahela își plânge copiii și nu vrea să fie mângâiată, căci ei nu mai sunt“.

## Istoricitate
Masacrul este relatat doar în Evanghelia după Matei (2:16) iar scrierile creștine ulterioare sunt probabil bazate pe această evanghelie. Istoricul evreo-roman Iosephus Flavius nu îl menționează în istoria sa Antichități Iudaice (c. 94 AD), care relatează multe din mișeliile lui Irod, inclusiv faptul că și-a omorât cei trei fii ai săi, soacra sa (Antiquities 15:247–251; LCL 8:117–119) și a doua sa soție (Antiquities 15:222–236; LCL 8:107–113).
Printre istoricii care se îndoiesc de istoricitatea masacrului, Geza Vermes și E. P. Sanders privesc povestirea drept parte din hagiografie creativă. Unii cercetători argumentează că povestirea este un mecanism narativ apologetic sau o îndeplinire artificială a profeției, în timp ce alții indică tăcerea lui Iosephus, care a redat mai multe exemple de folosire a violenței de către Irod în scopul de a-și apăra puterea, incluzând uciderea propriilor săi fii. Robert Eisenman argumentează că povestirea ar proveni din omorul comis de Irod asupra propriilor săi fii, un act care a avut un impact puternic la vremea respectivă. David Hill recunoaște că episodul „nu conține nimic din ce ar fi imposibil din punct de vedere istoric”, dar adaugă că „preocuparea reală [a lui Matei] este... privitoare la reflecția teologică asupra temei îndeplinirii [Vechiului Testament]”. Stephen Harris și Raymond Brown susțin în mod similar că scopul lui Matei este să-l prezinte pe Isus drept Mesia, iar uciderea pruncilor drept îndeplinire a pasajelor din Osea (care se referea la Exod) și din Ieremia (care se referea la exilul babilonian). Brown consideră de asemenea că povestirea este mulată pe relatarea nașterii lui Moise din Cartea Exodului și pe uciderea primilor născuți de către Faraon.
Brown și alții argumentează că, bazându-ne pe populația estimată a Betleemului din acea vreme, estimată la circa 1000 de locuitori, numărul maxim de prunci omorâți ar fi fost în jur de douăzeci, iar R. T. France, cu privire la lipsa evenimentului din Antichități Iudaice, argumentează că „omorul câtorva prunci dintr-un mic sat nu se compară cu asasinatele spectaculare relatate de Iosephus”.

## Scrieri ulterioare

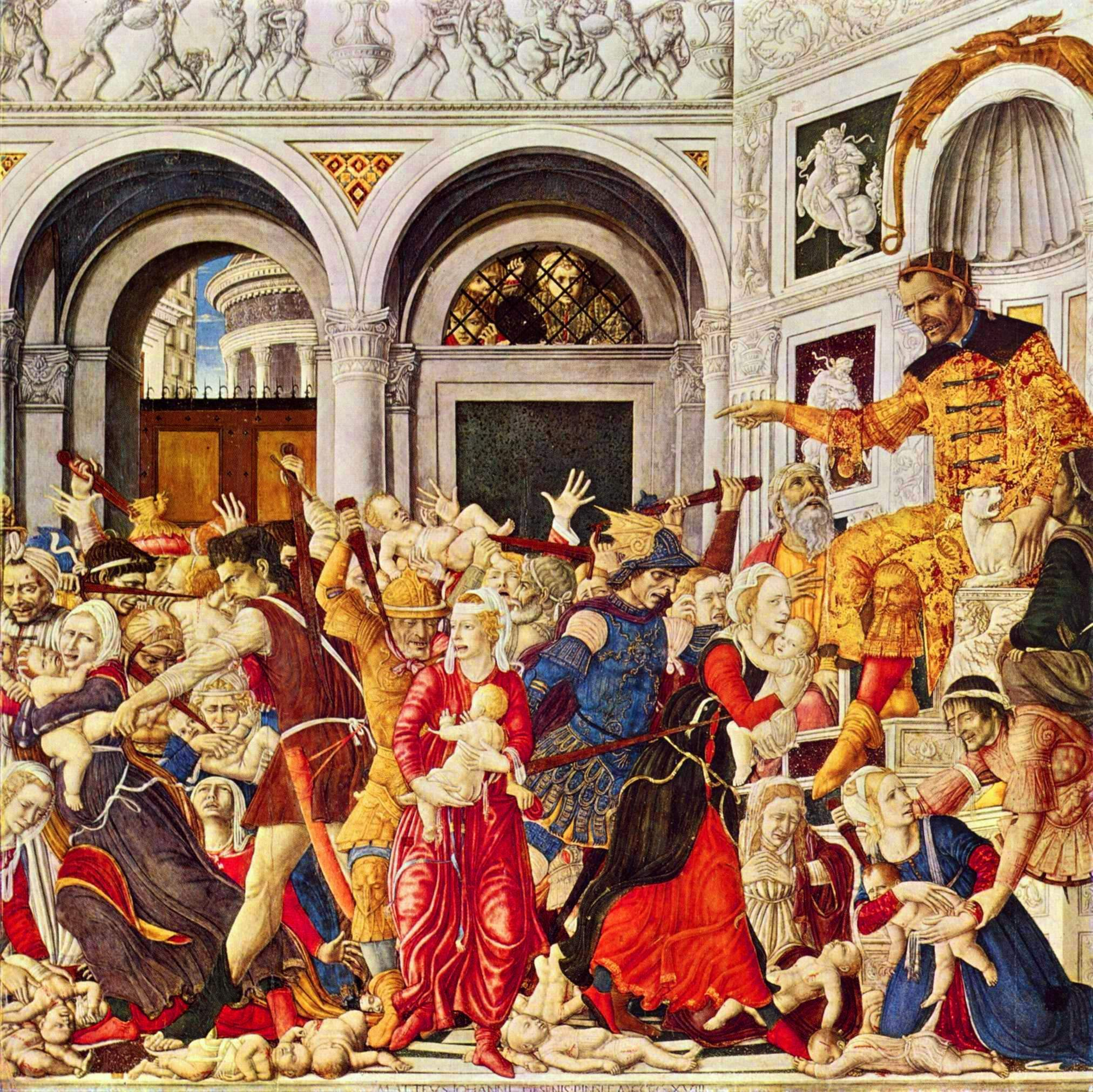
Uciderea pruncilor din Betleem, de Matteo di Giovanni

Prima apariție a povestirii în altă sursă decât Evanghelia după Matei este în Protoevanghelia lui Iacob (apocrif din c.150 AD), care elimină fuga în Egipt și schimbă accentul povestirii asupra copilăriei lui Ioan Botezătorul:
„Și când Irod a aflat că a fost păcălit de Magi, furios a trimis ucigași, spunându-le: Ucideți copiii sub doi ani. Iar Maria, auzind că sunt omorâți copiii, i s-a făcut frică și a luat copilul și l-a înfășat și pus în grajdul vacilor. Iar Elisabeta, auzind că ei îl caută pe Ioan l-a luat și s-a suit pe dealuri și se uita cum să-l ascundă. Dar nu era loc de ascuns. Iar Elisabeta, suspinând cu voce tare, zise: O, munte al lui Dumnezeu, primește-i pe mamă și copil. Imediat muntele s-a despicat și a primit-o. O lumină i-a luminat, căci un înger al Domnului era cu ei, păzindu-i.”
Prima mențiune necreștină referitoare la masacru a fost scrisă peste patru secole de către Macrobius (c. 395–423), care scria în a sa Saturnalia:
„Când el [împăratul Augustus] a auzit că printre băieții sub doi ani, a căror ucidere fusese ordonată de Irod, regele evreilor, a fost omorât propriul lui fiu, a afirmat: Este mai bine să fii porcul lui Irod decât fiul său.”
Povestea a căpătat un loc important în tradiția creștină ulterioară; liturghia bizantină estima la 14 000 numărul de Sfinți Prunci în timp ce o listă timpurie siriană de sfinți scria că numărul lor a fost 64 000. Sursele copte au ridicat numărul acestora la 144 000 și au plasat evenimentul pe 29 decembrie. Considerând relatarea în mod literal și judecând după populația estimată a Betleemului, Enciclopedia catolică (1907–12) sugera mai sobru că aceste numere fuseseră umflate și că probabil fuseseră omorâți în oraș doar de la șase la douăzeci de copii, plus în jur de o duzină în împrejurimi.